# Jurata (letovisko)

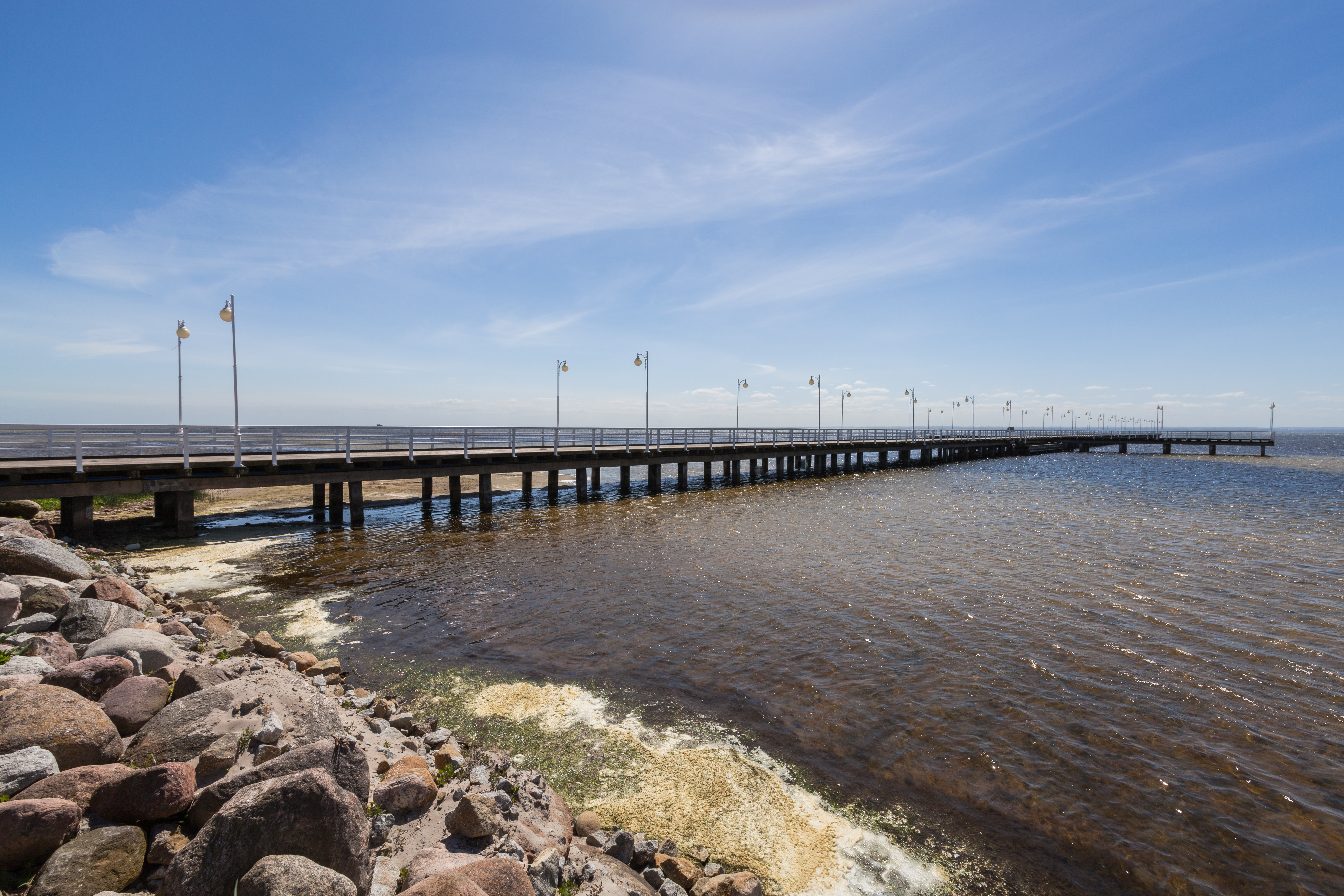
Molo

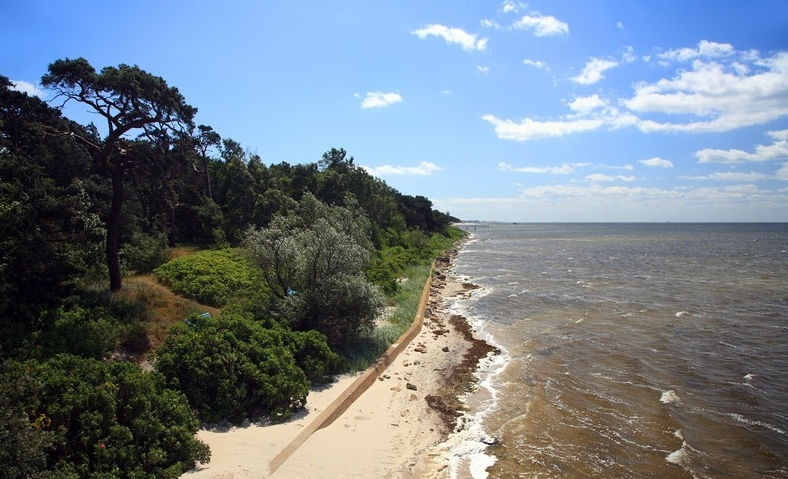
Pláž na jižním pobřeží

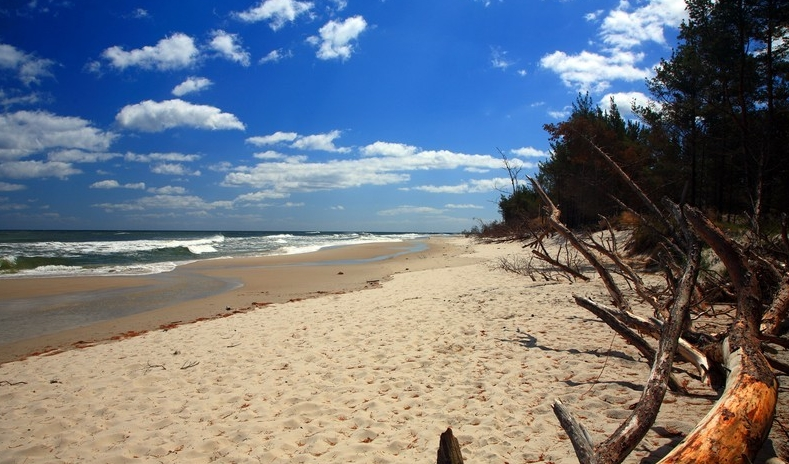
Pláž na severním pobřeží

Jurata je severopolské rekreační středisko na Helské kose na pobřeží Baltského moře.

## Historie
Jurata byla založena v roce 1928.

## Původ názvu
Název má Jurata podle žmuďské bohyně moře. Legenda praví, že Jurata se zamilovala proti vůli svého otce do chudého rybáře. Za to ji stihl trest - její jantarový palác byl rozbit na kousky, které lze dodnes najít na mořském pobřeží.

## Administrativa
Jurata je administrativně součástí města Jastarnia. Spolu s ní náleží do okresu Powiat Pucki Pomořského vojvodství.

## Doprava
Juratou prochází od roku 1922 železnice, je zde železniční stanice. Souběžně se železnicí vede silnice číslo 216.